# Myrmekiaphila flavipes
Myrmekiaphila flavipes là một loài nhện trong họ Euctenizidae. Loài này phân bố ờ Hoa Kỳ.